# Sikoku
Sikoku (japánul: 四国, kiejtéseⓘ, Hepburn-átírással Shikoku, jelentése négy tartomány) Japán négy főbb szigete közül a legkisebb. Önálló földrajzi régió.

## Geográfia
Szélessége 50 és 150 km között változik, hosszúsága 225 km, területe 18 803,68 km². Délen a Csendes-óceán határolja, északon a Szeto-beltenger választja el Honsútól, keleten a Kii-csatorna, délnyugaton a Bungo-csatorna Kjúsú szigettől. Sok apró sziget veszi körül, különösen északon.
A szigeten a meredek Sikoku-hegység húzódik végig, melynek legmagasabb csúcsai a Curugi (Tsurugi-san) 1955 méter és az Isizucsi (Ishizuchi-san) 1982 m magasba emelkedik. A sziget belsejében sokhelyütt még érintetlen a természet. Itt is gyakoriak a földrengések.
Ehime prefektúra Kjúsú sziget felőli partvidékén található az Asizuri-Uvaka Nemzeti Park.
Itt van a Naruto-szorost átívelő, 1986-ban elkészült Onavato-híd, amely Sikokut Avadzsi szigetén át összeköti Honsúval. A szorosban az árapály megfordulásakor hatalmas, mintegy 25 méteres átmérőt elérő örvények alakulnak ki a Csendes-óceán és a beltenger között áramló vízben.

## Népesség
Itt él a japánok közül a legkevesebb ember is, 4 141 955 fő (2005. március 31-én), a népsűrűség is az országon belül viszonylag alacsonynak számít, 220,27 fő/km².
A nagy városok a tengerparton és a szárazföldbe benyúló folyóvölgyekben találhatók, mivel a sziget belső része hegyes-sziklás vidék. A völgykatlanok lakossága gyér. A százezer főnél népesebb városok elsősorban a beltenger felőli északi részen, Ehime prefektúrában vannak.
| A város neve | Japánul               | Prefektúra | Lakosság (fő) |
| ------------ | --------------------- | ---------- | ------------- |
| Macujama     | 松山市, Matsuyama-shi | Ehime      | 512 982       |
| Takamacu     | 高松市, Takamatsu-shi | Kagava     | 426 514       |
| Kócsi        | 高知市, Kōchi-shi     | Kócsi      | 335 341       |
| Tokusima     | 徳島市, Tokushima-shi | Tokusima   | 267 343       |
| Imabari      | 今治市, Imabari-shi   | Ehime      | 176 877       |
| Niihama      | 新居浜市, Niihama-shi | Ehime      | 127 563       |
| Szaidzsó     | 西条市, Saijō-shi     | Ehime      | 116 678       |
| Marugame     | 丸亀市, Marugame-shi  | Kagava     | 110 118       |

| Sikoku közigazgatása és nagyobb városai E h i m e K a g a v a K ó c s i T o k u s i m a • Ijó • Imabari • Kócsi • Macujama • Marugame • Naruto • Niihama • Szaidzsó • Takamacu • Tokusima • Toszasimizu • Uvadzsima Isizucsi Curugi 0 50 km 100 km |

## Közigazgatás

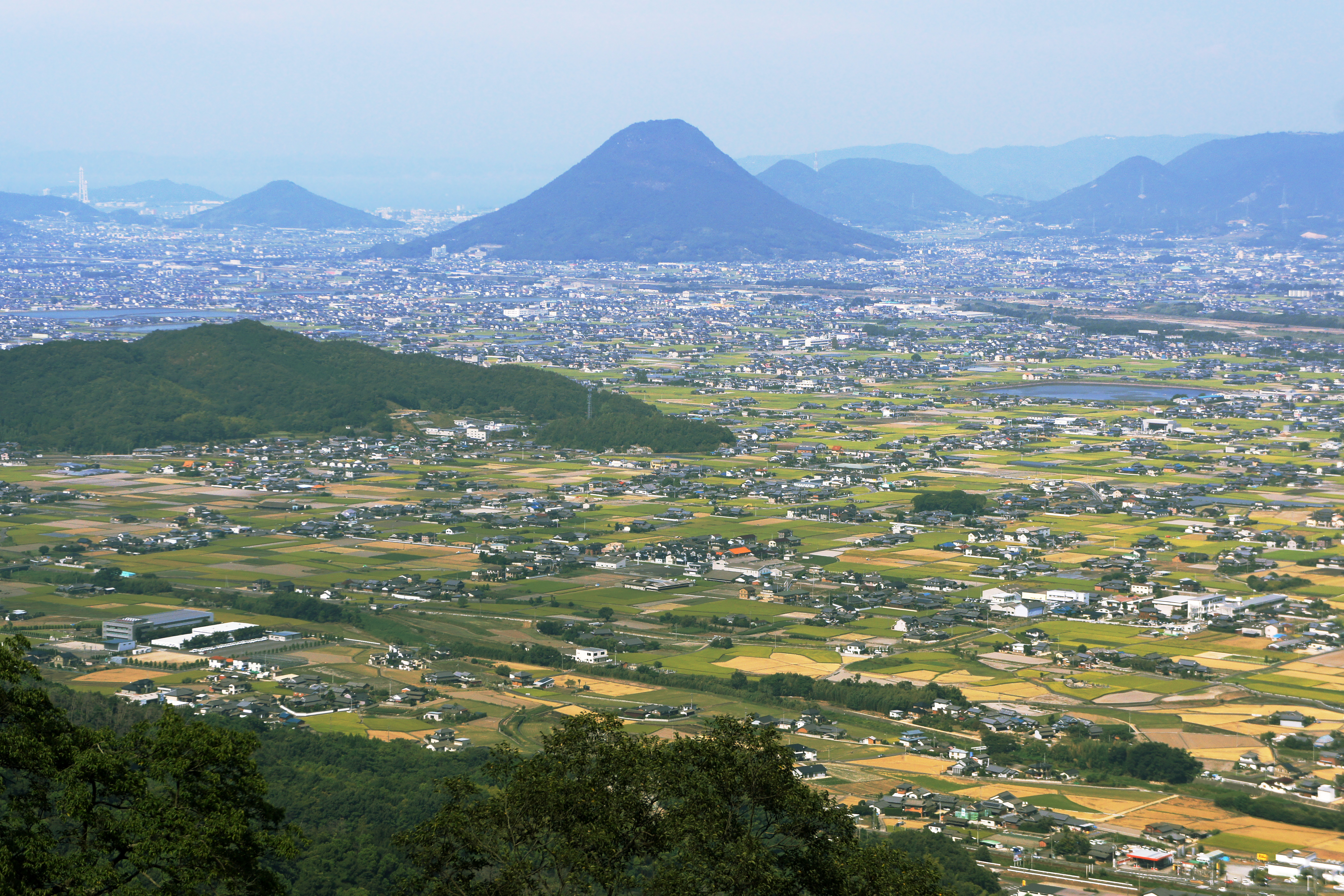
A Szanuki-síkság a sziget északi részén

A szigeten négy prefektúra található. Ezek:
| A prefektúra neve | Japánul (átírva)       | Székhelye |
| ----------------- | ---------------------- | --------- |
| Ehime             | 愛媛県 (Ehime-ken)     | Macujama  |
| Kagava            | 香川県 (Kagawa-ken)    | Takamacu  |
| Kócsi             | 高知県 (Kōchi-ken)     | Kócsi     |
| Tokusima          | 徳島県 (Tokushima-ken) | Tokusima  |

## Gazdaság
A többi szigethez képest fejletlenebb.

## Közlekedés

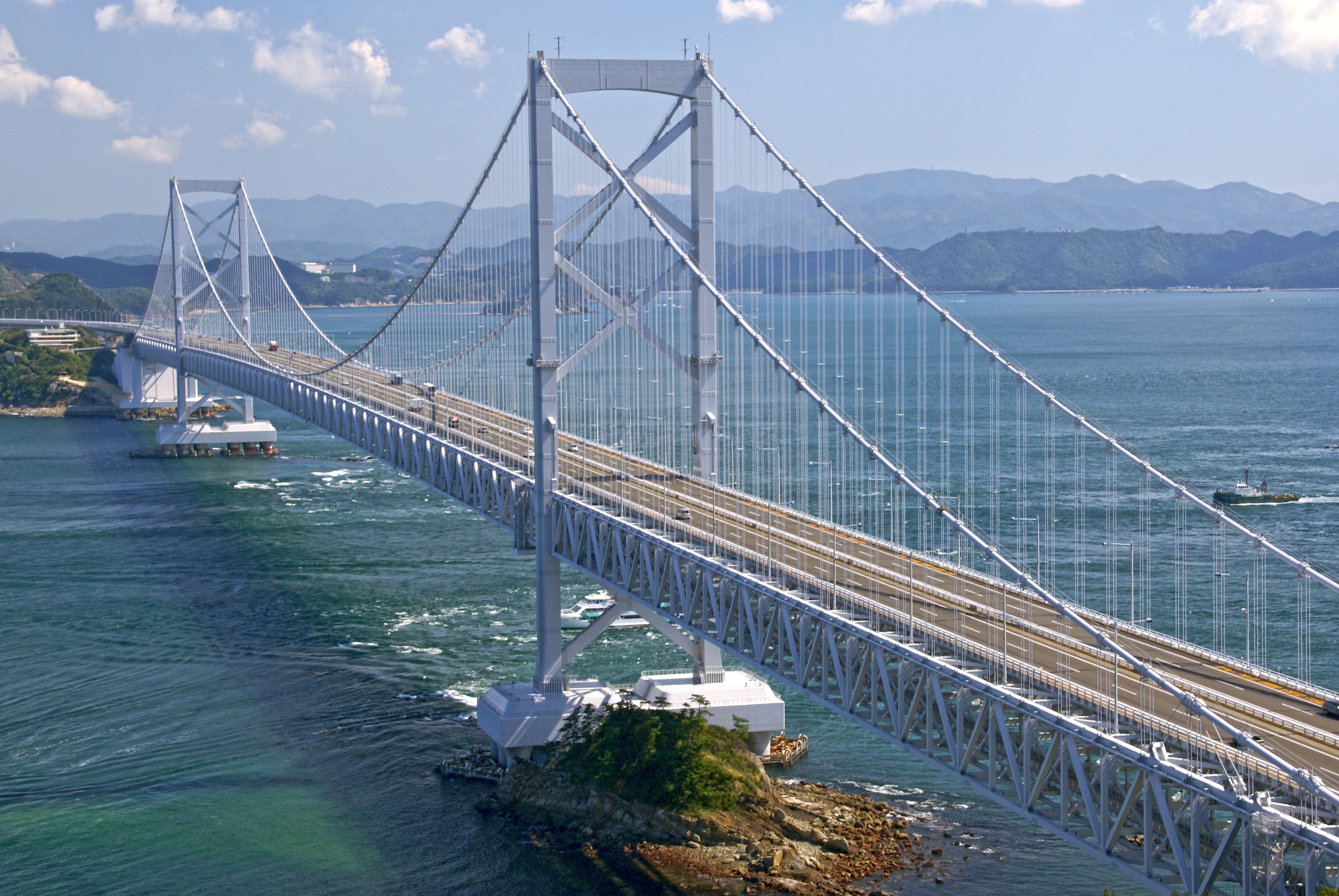
A Nagy Naruto híd

Sikokut Honsúval három gyorsforgalmi út köti össze.
- Kobe-Avadzsi-Naruto (kelet Sikoku)
- Seto-Chúó (központi Sikoku)
- Nisiszeto (nyugat Sikoku)

Sikoku keleti kapuja, Naruto (Tokusima prefektúra) 1988 óta össze van kötve a Kobe-Avadzsi-Naruto gyorsforgalmi úttal. Ez az útvonal a Kanszai régióhoz csatlakozik, ahol olyan nagyvárosok találhatók, mint Oszaka, Kiotó és Kóbe. Emiatt a Kobe-Avadzsi-Naruto gyorsforgalmi útnak igen sűrű a forgalma. Itt több távolsági buszjárat is közlekedik Kanszai és a Tokusima prefektúra között.
Sikoku középső részét Honsúval kompjáratok és légiközlekedés köti össze és 1988 óta a Nagy Szeto Hídhálózat is. A hidak elkészültéig a térség el volt vágva a külvilágtól.
A szigeten belül is gyorsforgalmi utak kötik össze a nagyobb településeket. Ezek között megemlíthető a 11-es, 32-es, 33-as, 55-ös és 56-os út.

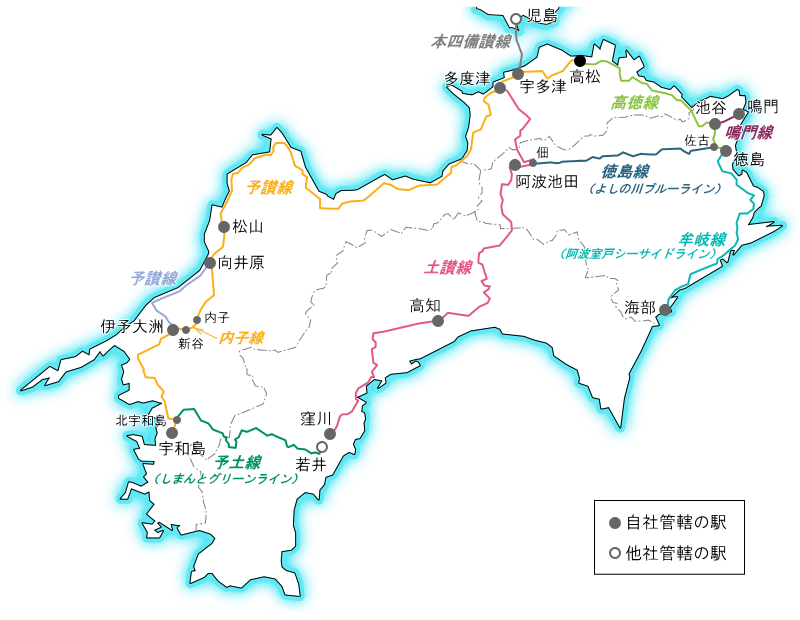
Sikoku vasútvonalai

A Sikoku Vasúttársaság vonalainak megnevezése:
- Joszan
- Doszan
- Kótoku
- Tokusima
- Mugi
- Naruto
- Ucsiko
- Jodo
- Honsi Biszan
- Szeto Óhasi

Ezeken kívül magánvasúttársaságok működnek Sikoku mind a négy prefektúrájában.
Sikokunak nincsen nemzetközi repülőtere, de négy helyi repülőtér szolgálja ki (Tokusima, Takamacu, Kocsi-Rjoma és Macujama), ahonnan csatlakozások vannak Japán nagyobb városai felé (például Tokió, Oszaka, Nagoja, Szapporo, Fukuoka felé). Nemzetközi járatok indulnak Szöul felé az Asiana Airlines gépein Macujama és Takamacu városokból. Időnként charterjáratok indulnak más nemzetközi célállomások felé is.
Sikoku környékét kompjáratok hálózzák be, amik például Kjúsú felé és a Sikoku környéki kisebb szigetek között bonyolítanak le forgalmat.

## Képek

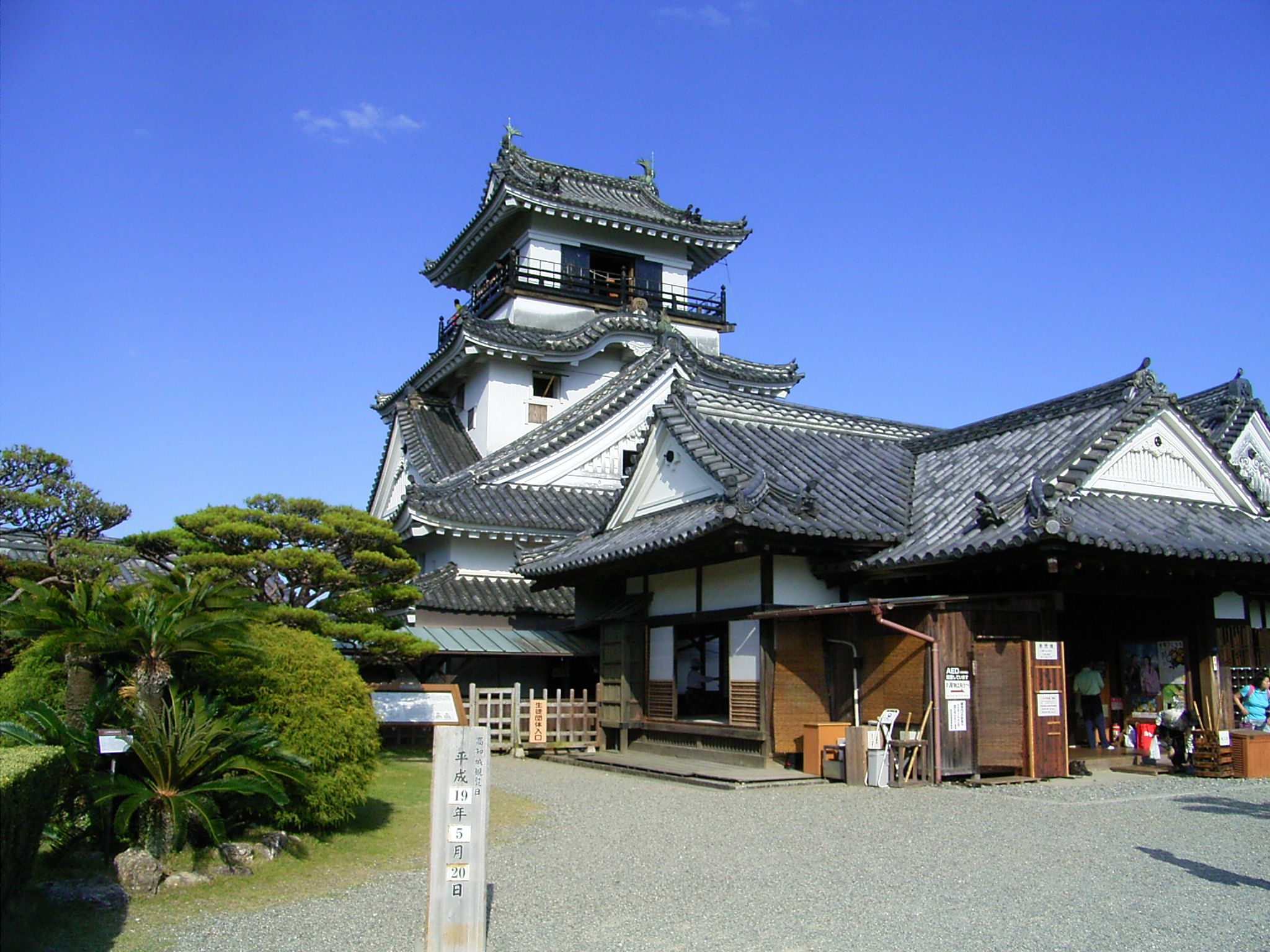
A kócsi palota
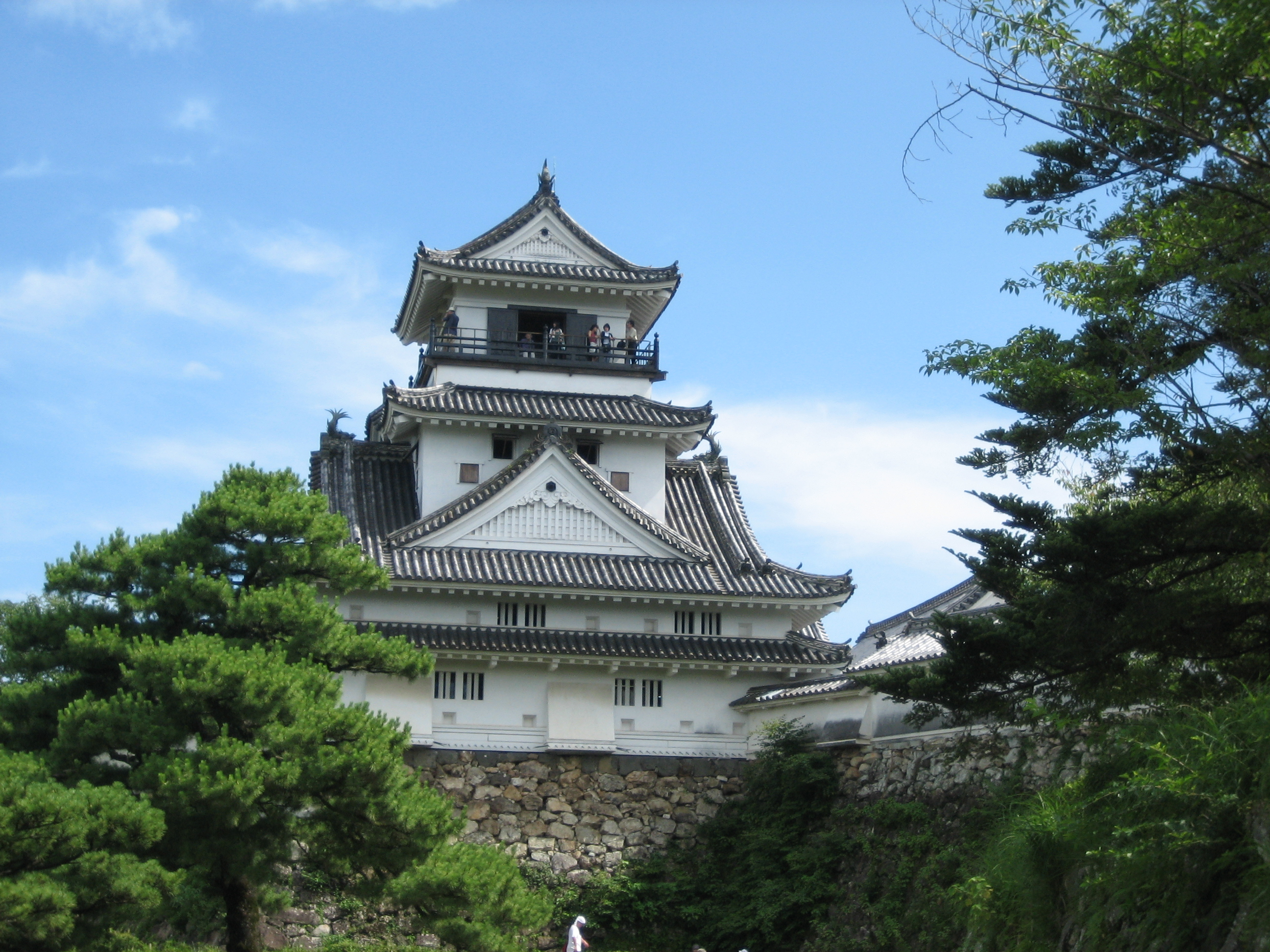
Kócsi kastély
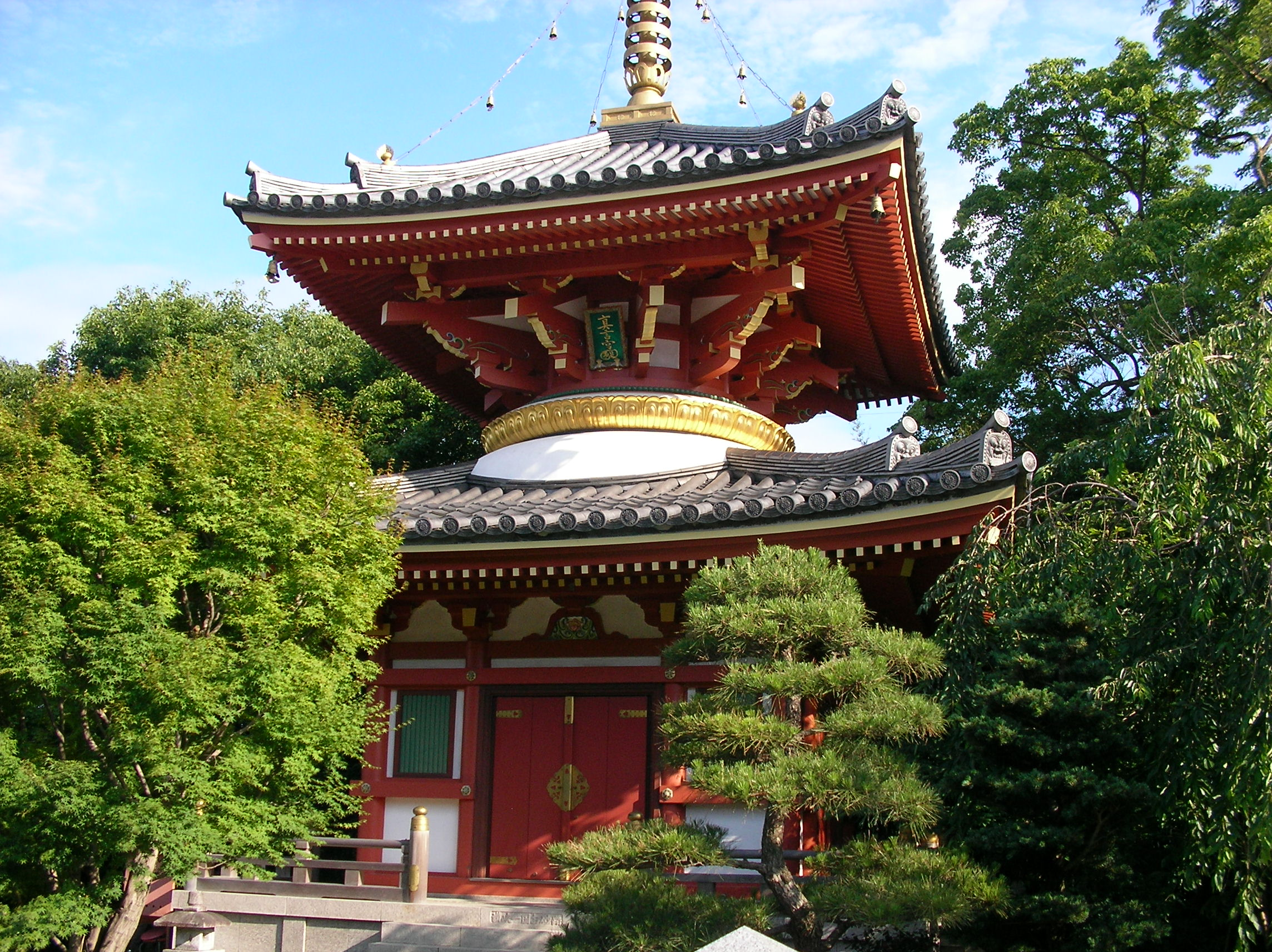
Anraku-dzsi Kamiitában (Tokusima)
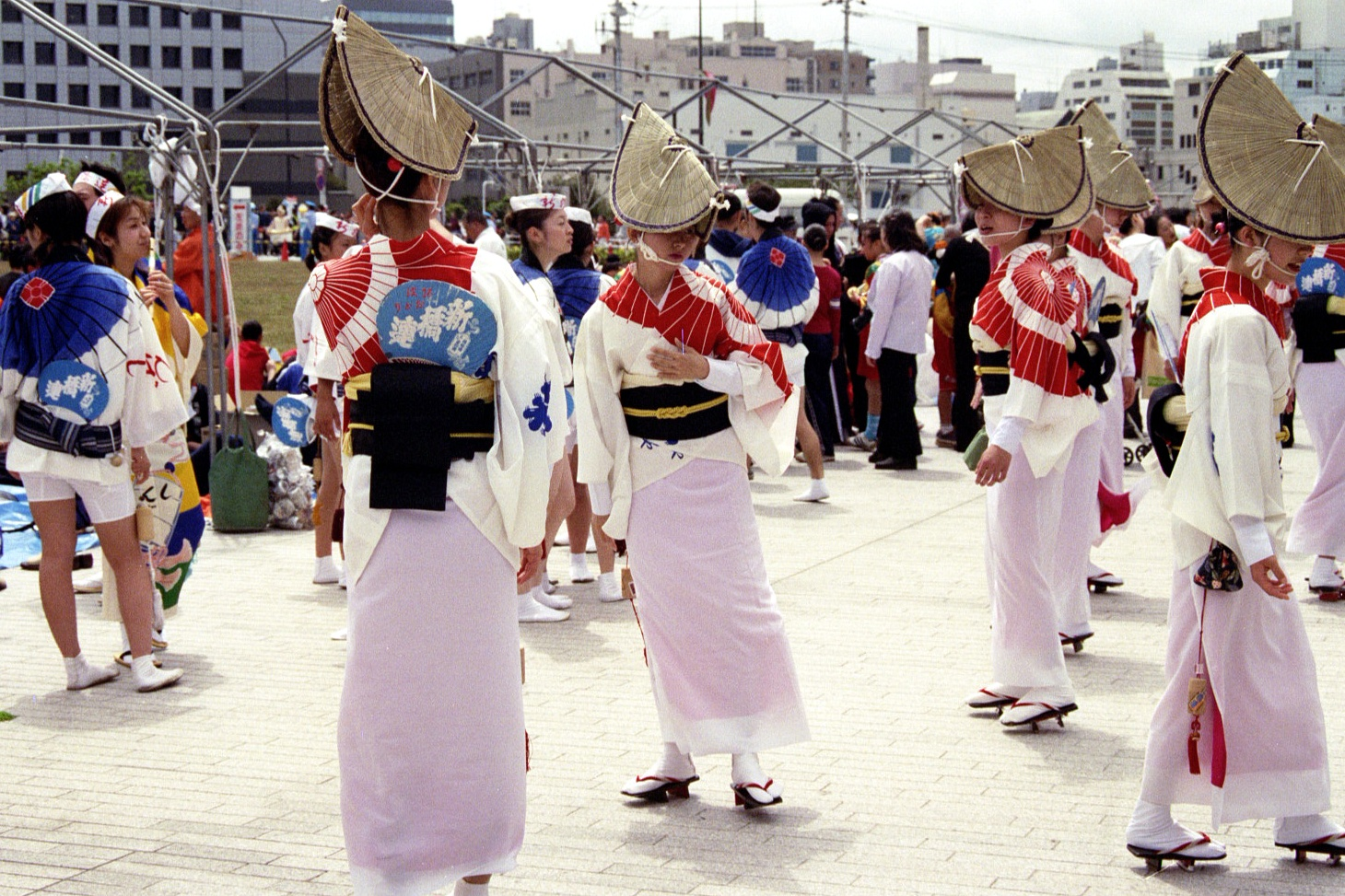
Az Ava-odori Fesztivál Tokusimában
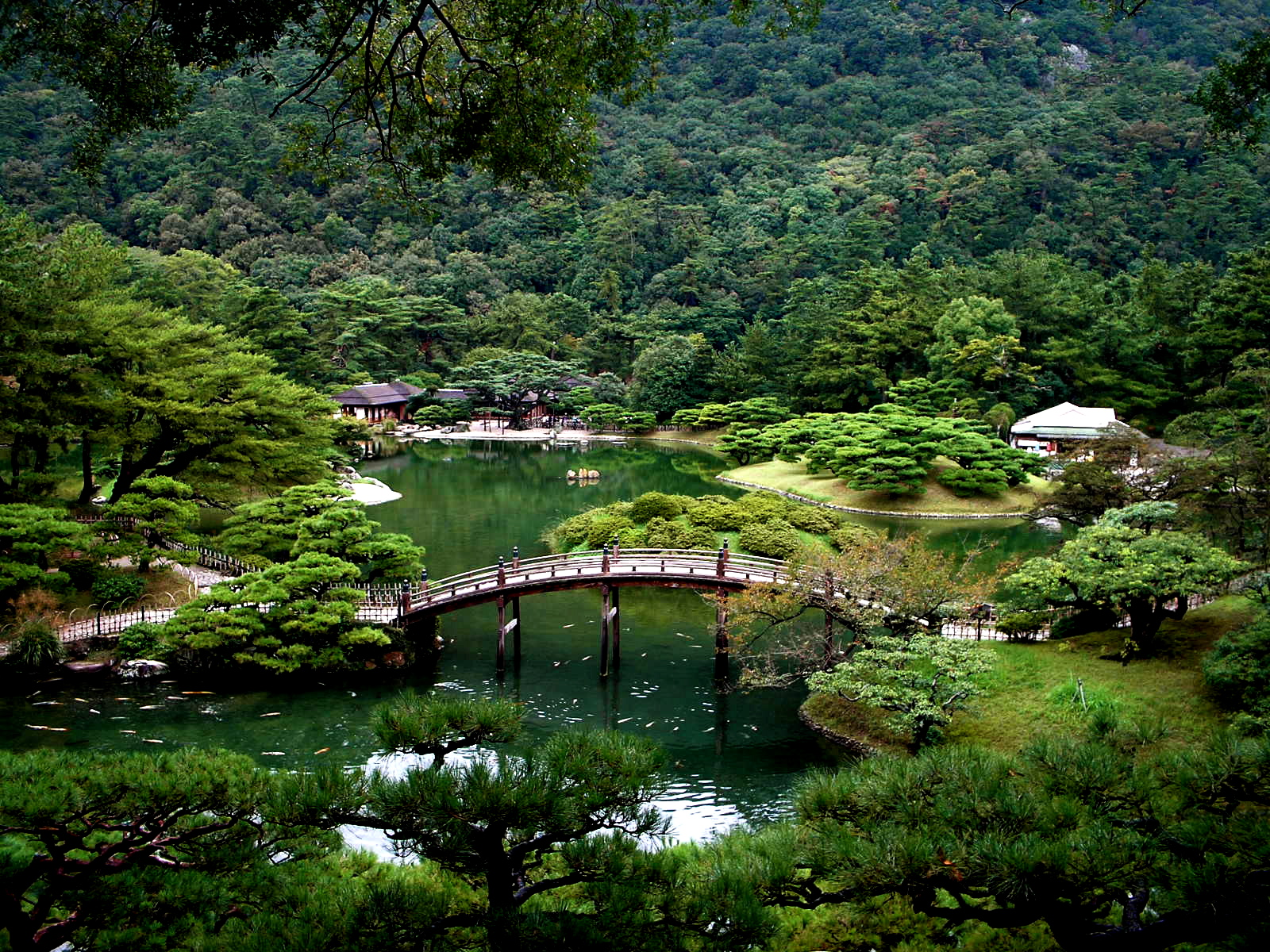
A Ricurin Park Takamacuban
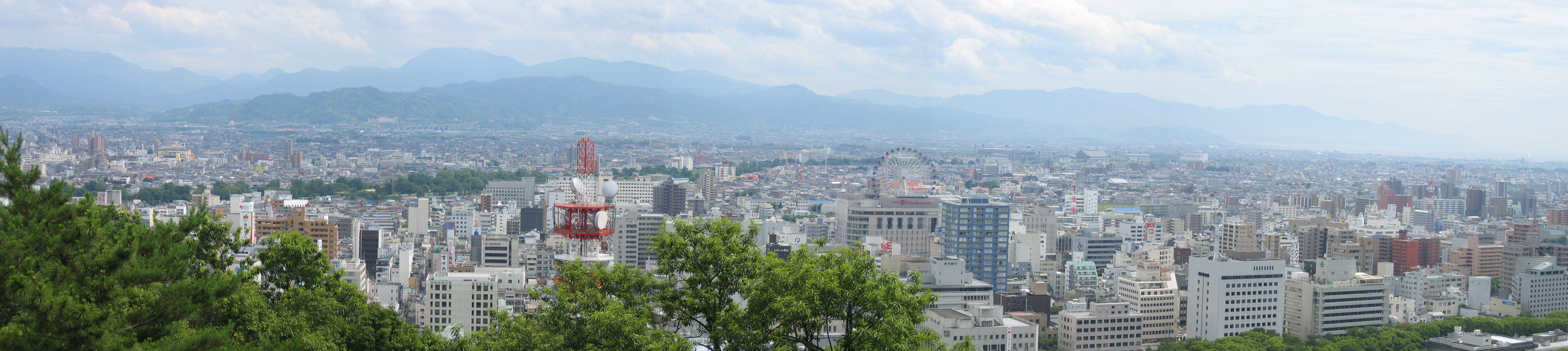
Macujamai panoráma

## Fordítás
Ez a szócikk részben vagy egészben  a   Shikoku című angol Wikipédia-szócikk fordításán alapul.  Az eredeti cikk szerkesztőit annak laptörténete sorolja fel. Ez a jelzés csupán a megfogalmazás eredetét és a szerzői jogokat jelzi, nem szolgál a cikkben szereplő információk forrásmegjelöléseként.